# Родинна каплиця Міхаловських (Чортків)
Родинна каплиця Міхаловських у Чорткові — родинна каплиця в місті Чорткові на Тернопільщині.
Розташована на міському цвинтарі.
Оголошений пам'яткою архітектури місцевого значення, охоронний номер 1750

## Відомості
Каплиця на міському цвинтарі зведена в 1929 році.